# Климатогена заједница
Климатогена заједница је заједница живих организама која је по својим особинама најбоље прилагођена постојећим климатским условима и из тог разлога је релативно дуготрајна. Назива се још и Климатогене заједнице су најјаснији израз животних прилика одређеног географског подручја.

## Појам климакса или климатогене заједнице
Појам вегетацијског климакса среће се и у америчкој и у средњеевропској фитоценолошкој школи. Означава завршни ступањ развоја једне заједнице живих организама, који одговара клими датог географског подручја — ступањ климакса. За једну климакс формацију карактеристично је да остаје непромењена вековима, односно док не дође до промене климе.

## Формирање климатогених заједница
Формирање вегетације одвија се у сукцесивном низу различитих заједница, означеном као сукцесивна серија, од пионирских заједница преко низа фитоценоза све до једне крајње заједнице која се означава као климакс или климатогена заједница.
Једну теорију развоја вегетације дао је амерички еколог Фредерик Клеменс. Према Клементсовој теорији, вегетација се у току сукцесије развија ка једном коначном стању, односно коначној заједници која најбоље одговара постојећим климатским приликама. Она се означава као климатогена заједница која се налази у равнотежи са климатским условима датог простора. У току сукцесије услови средине и вегетација на неком станишту делују једно на друго док у климаксу не постигну равнотежу. Теорија климакса говори да се упоредо са вегетацијом развијало и климатогено земљиште, тако да управо завршни комплекс земљиште-вегетација представља у ствари климакс.

## Климатогене заједнице у Србији
У континенталној зони листопадних шума Србије, простире се источнобалканско подручје храстових шума са континенталном климом, представљено климатогеном заједницом сладуна и цера Quercetum confertae – Cerris. Ово подручје захвата источни део Србије, све до Подунавља, настављајући се и на Банатске планине. Клима је континентална са одликама хладних зима и топлих, сувих лета. Зонално земљиште је слабо подзоласто, које припада типу гајњача. У питању су шуме које формирају две ксерофитне врсте храста — сладун (Quercus frainetto) и цер (Quercus cerris), у чијим се доњим спратовима могу наћи жбунасте и зељасте ксерофите. Овакве климатогене заједнице простирале су се у прошлости на простору целе централне Србије. Данас су од тих шума негде остала само поједина стабла која су често проглашена за споменике природе. Једно од таквих је Споменик природе Храст запис царице Милице у Крушевцу.
На северу земље шумска климатогена заједница сладуна и цера се граничи са још сувљом полустепском (шумостепском) зоном у Војводини
На сверозападу климатогена заједница сладуна и цера се граничи са влажнијим подручјем заједнице Querceto – Carpinetum, коју формирају храст китњак (Quercus petraea) и обични граб (Carpinus betulus).